# 초입자
이론물리학에서 초입자(超粒子, 영어: superparticle)는 초공간 속을 움직이는 입자이다.:§3 초장의 한 양자를 나타내며, 그 힐베르트 공간은 그 초다중항에 속하는 입자들의 (1입자) 힐베르트 공간들의 직합이다.

## 정의

### 입자
우선, 무질량 비초대칭 입자는 다음과 같이 묘사된다. 그 좌표가 {\displaystyle x^{m}\in \mathbb {R} ^{D}}라고 하자. 그렇다면, 운동 방정식은
{\displaystyle \eta ^{ab}p_{a}p^{b}=0}
이다. 이에 따라서, 세계선 위의 라그랑지언
{\displaystyle L=\int \mathrm {d} t\,{\dot {x}}^{m}e_{m}{}^{a}(x)p_{a}-{\frac {1}{2}}\lambda \eta ^{ab}p_{a}p_{b}}
을 적을 수 있다. 여기서
- {\displaystyle t\in \mathbb {R} }는 세계선의 임의의 좌표이며, 윗점은 {\displaystyle \partial /\partial t}를 뜻한다.
- {\displaystyle \eta _{ab}}는 상수 계량 텐서이다.
- {\displaystyle \lambda \colon \mathbb {R} \to \mathbb {R} ^{+}}는 세계선의 1×1 필바인이며, 이는 세계선 미분 동형 사상 게이지 대칭의 게이지 장이다. 이는 또한 운동 방정식 {\displaystyle p^{2}=0}의 라그랑주 승수이다.
- {\displaystyle e_{m}{}^{a}}는 시공간의 필바인이다. 즉, {\displaystyle \eta _{ab}e_{m}{}^{a}e_{n}{}^{b}=g_{mn}}가 시공간의 계량 텐서이다.
- {\displaystyle x^{m}}는 입자의 위치이며, {\displaystyle p_{a}}는 입자의 운동량이다. 이들은 독립된 장으로 취급한다.

이제, {\displaystyle (\lambda ,x,p)}에 대한 오일러-라그랑주 방정식은 각각 다음과 같다.
- {\displaystyle \lambda }: {\displaystyle p^{2}=0}
- {\displaystyle x}: {\displaystyle (\partial /\partial t)e_{m}{}^{a}p_{a}={\dot {x}}^{m}p_{a}\partial e_{m}{}^{a}/\partial x}
- {\displaystyle p}: {\displaystyle {\dot {x}}^{m}e_{m}{}^{a}(x)=\lambda \eta ^{ab}p_{b}}

특히, {\displaystyle \lambda }의 값은 운동 방정식으로 결정되지 않으며, 이는 게이지 변환으로 사실 (예를 들어) {\displaystyle \lambda =1}로 게이지 고정을 가할 수 있다. 이를 가하고, {\displaystyle p}의 운동 방정식을 사용하여 {\displaystyle p}를 {\displaystyle x}에 대한 표현
{\displaystyle p_{a}=\eta _{ab}{\dot {x}}^{m}e_{m}{}^{b}}
로 대체하면, 작용은 다음과 같다.
{\displaystyle L=\int \mathrm {d} t\,{\dot {x}}^{m}e_{m}{}^{a}\eta _{ab}e_{n}{}^{b}{\dot {x}}^{n}=\int \mathrm {d} tg_{mn}{\dot {x}}^{m}{\dot {x}}^{n}}

### 초입자
초입자는 초공간 속에서 움직이는 입자이다. 즉, 그 좌표는
{\displaystyle x^{M}=(x^{m},\theta ^{\mu })\in \mathbb {R} ^{D|D'}}
의 꼴이며, 여기서 {\displaystyle m}은 실제 공간 벡터의 지수, {\displaystyle \mu }는 어떤 스피너 지수를 뜻한다.
초입자의 운동은 다음과 같은 두 운동 방정식으로 결정된다.
{\displaystyle \eta ^{ab}p_{a}p_{b}=0}
{\displaystyle p_{a}\gamma ^{a}d=0}
여기서 {\displaystyle p_{A}=(p_{a},d_{\alpha })}는 각각 {\displaystyle x^{m}}과 {\displaystyle \theta }에 대한 일반화 운동량이다. (첫째 식은 일반 입자에도 존재하지만, 둘째 식은 초입자 고유의 것이다.)
이제, 다음과 같은 라그랑지언을 생각하자.
{\displaystyle L=\int \mathrm {d} t\,\left({\dot {x}}^{M}e_{M}{}^{A}\,-{\frac {1}{2}}\lambda \eta ^{ab}p_{a}p_{b}-\mathrm {i} \lambda '(p_{a}\gamma ^{a})d=0\right)}
여기서
- {\displaystyle t\in \mathbb {R} }는 세계선의 (임의의) 좌표이다. 이에 대한 미분은 윗점 {\displaystyle \partial A/\partial t={\dot {A}}}로 표기된다.
- {\displaystyle x\colon \mathbb {R} \to \mathbb {R} ^{D|D'}}는 초입자의, 초공간 속의 좌표이다.
- {\displaystyle \lambda \colon \mathbb {R} \to \mathbb {R} }, {\displaystyle \lambda '\colon \mathbb {R} \to \mathbb {R} ^{D'}}는 두 운동 방정식에 대한 라그랑주 승수이다. {\displaystyle \lambda }는 스칼라이며, {\displaystyle \lambda '}은 스피너이다. 이들은 또한 게이지 변환의 게이지 장을 이루며, 이에 따라 {\displaystyle \lambda =1}, {\displaystyle \lambda '=0}인 게이지를 고를 수 있다.

또한, 시공간 초필바인의 성분은 다음과 같다.
{\displaystyle e_{M}{}^{A}(x,\theta )={\begin{pmatrix}e_{m}{}^{a}(x)&0\\-\mathrm {i} \gamma ^{a}\theta &\delta _{\mu }^{\alpha }\end{pmatrix}}}
그렇다면, {\displaystyle \lambda }, {\displaystyle \lambda '}에 대한 오일러-라그랑주 방정식은 각각
{\displaystyle p^{2}=0}
{\displaystyle p_{a}\gamma ^{a}d=0}
이 되며, {\displaystyle p_{A}}에 대한 오일러-라그랑주 방정식은
{\displaystyle ({\dot {x}}^{m}e_{m}{}^{a}(x)-\mathrm {i} {\dot {\theta }}\gamma ^{a}\theta )=\lambda \eta ^{ab}p_{b}+\mathrm {i} \lambda '\gamma ^{a}d}
{\displaystyle {\dot {\theta }}^{\beta }=\mathrm {i} p_{a}\lambda '_{\alpha }\gamma ^{a\alpha \beta }}
이다. 이는 운동량 {\displaystyle p_{a}}와 초운동량 {\displaystyle d_{\alpha }}를 초공간 좌표 {\displaystyle (x^{m},\theta ^{\mu })}로부터 결정한다.
만약 {\displaystyle \lambda =1}, {\displaystyle \lambda '=0} 게이지를 사용할 경우,
{\displaystyle p_{a}={\dot {x}}^{m}e_{ma}}
{\displaystyle {\dot {\theta }}=0}
가 된다.